# Спартаковец (стадион)
«Спартаковец» имени Н. П. Старостина (до 2013 года — стадион «Спартак» имени Игоря Нетто, до 1999 года — «Алмаз») — футбольный стадион в Москве. Расположен по адресу: 3-я Гражданская улица, д. 47а.
В 2021 году стадион стал домашним для команд ФК «Родина» после того, как его приобрёл предприниматель Сергей Ломакин.

## История
Прародителем стадиона «Спартаковец» была хоккейная площадка, которую построили в 1920-х годах в городском сквере между улицами. Через десяток лет площадка была расширена и получила название «Зенит». В таком виде она просуществовала до 1961 года, когда была произведена масштабная реконструкция, после которой площадка стала полноценным стадионом, включая в себя футбольное поле с легкоатлетическими дорожками, раздевалки, спортивный зал и трехэтажное административное здание. Новый стадион получил название «Алмаз» и стал пользоваться большой популярностью у москвичей. Вскоре были построены дополнительные поля и теннисные корты.
После 1991 года стадион перешёл под крыло правительства Москвы, которое провело небольшую реконструкцию. Там стали заниматься городские детско-юношеские школы и проводить свои матчи московские команды «Алмаз», «Спартак-Д», ФШМ. В 1999 году стадион сменил хозяина — им стал футбольный клуб «Спартак», который дал ему новое название: стадион «Спартак» им. И. А. Нетто. На нём занимались молодёжные и детско-юношеские команды «красно-белых». По состоянию на 2010 год владельцем стадиона являлась компания «Лукойл».
В 2013 году, после открытия Академии «Спартака» имени Ф. Ф. Черенкова и начала строительства «Открытие Арены», «Спартак» принял решение продать территорию стадиона. В 2014 году стадион перешёл в руки частного инвестора и стал называться «Спартаковец» им. Н. П. Старостина. В ходе организованной реконструкции были заменены все футбольные поля, на главной арене построили VIP-трибуны и положили искусственный газон с подогревом, что позволило использовать стадион круглый год. Трибуны главного поля стали вмещать 5100 зрителей, второго поля — 1500 зрителей, малого — 100. В 2016 году был реконструирован фасад главного административного здания стадиона.
В 2014—2017 годах являлся домашней ареной клуба второго дивизиона «Солярис». В сезоне 2017/18 часть домашних матчей на стадионе провели клубы «Велес» и «Арарат» (Москва). Также на нём проводили свои матчи и тренировки команды «ДЮСШ Спартак-2» и «Крылья Советов».

## Значимые события
| 7 июня 2023 Плей-офф за место в Российской футбольной премьер-лиге 2023/24 | Родина | 0:3     | Нижний Новгород                         | Москва                                                                                      |
|                                                                            |        | (отчёт) | Савикян 10′ · Яковлев 56′ · Шарипов 92′ | Стадион: Стадион академии ФК «Спартак» имени Черенкова Зрителей: 500 Судья: Кирилл Левников |

| 7 августа 2014 Кубок России по футболу среди женщин 2014, финал | Рязань-ВДВ                                                 | 5:0     | Кубаночка | Москва                                                                        |
|                                                                 | Терехова 18′ · Пекур 33′ · Петрова 53′ · Данилова 58′, 62′ | (отчёт) |           | Стадион: «Спартаковец» им. Н. П. Старостина Зрителей: 500 Судья: Пустовойтова |

| 18 октября 2002 Кубок России по футболу 2002/2003, 1/8 финала | Спартак (Москва)                                 | 4:0     | Уралан | Москва                                                             |
|                                                               | Сонин 47′ · Калиниченко 59′, 75′ · Безродный 87′ | (отчёт) |        | Стадион: «Спартак» им. И. А. Нетто Зрителей: 600 Судья: Евстигнеев |